# Allée Eugène-Beaudouin
L’allée Eugène-Beaudouin est une voie privée du 16e arrondissement de Paris, en France. 

## Situation et accès
L'allée, large de 6 mètres et longue de 53 mètres, ne donne que sur la rue de l'Yvette (au no 38) à son commencement et termine en impasse. Elle comprend uniquement des habitations. L'allée est à proximité de la garderie Les Petites Crèches, qui est située au 38, rue de l'Yvette.
La rue est desservie au plus proche, dans l'avenue Mozart, par la ligne 9 du métro de Paris à la station Jasmin.

## Origine du nom
Elle doit son nom à l'architecte Eugène Beaudouin (1898-1983), architecte en chef des Palais nationaux et des bâtiments publics, membre de l'Institut de France, qui avait ses bureaux dans le passage.

## Historique
La voie est créée sous le nom provisoire de « K/16 » et prend sa dénomination actuelle par un décret municipal du 4 juillet 1985.